# Burning Down the House
«Burning Down the House» es una canción por la banda estadounidense de new wave, Talking Heads, publicada como el sencillo principal del álbum de 1983, Speaking in Tongues.

## Rendimiento comercial
«Burning Down the House» se convirtió en el sencillo más exitoso de la banda en Norteamérica, convirtiéndose en su único sencillo Top 10, alcanzando el puesto #9 en el Billboard Hot 100. También alcanzó el puesto #8 en el RPM Top Singles, mientras que en Australia alcanzó el puesto #94.

## Lista de canciones
Todas las canciones escritas por David Byrne, Chris Frantz, Jerry Harrison y Tina Weymouth.
1. «Burning Down the House» – 4:01
2. «I Get Wild / Wild Gravity» – 4:09

## Posicionamiento

### Gráfica semanal
| Gráficas (1983–84)                         | Pico de posición |
| ------------------------------------------ | ---------------- |
| Australia (ARIA Charts)                    | 94               |
| Nueva Zelanda (RIANZ)                      | 5                |
| Canadá (RPM Top Singles)                   | 8                |
| Estados Unidos (Billboard Hot 100)         | 9                |
| Estados Unidos (Cashbox Top 100)           | 10               |
| Estados Unidos (Billboard Mainstream Rock) | 6                |

### Gráfica de fin de año
| Gráficas (1983)          | Pico de posición |
| ------------------------ | ---------------- |
| Canadá (RPM Top Singles) | 70               |

## Uso en la cultura popular
- En 1999, la canción fue tocada al final de la película Pirates of Silicon Valley.[12]
- «Burning Down the House» fue referenciada en la popular franquicia multimedia JoJo's Bizarre Adventure. Es el nombre de un Stand llamado «Burning Down the House» (Japonés: バーニング・ダウン・ザ・ハウス Hepburn: Bāningu Daun Za Hausu), el cual fue introducido en la Parte 6: Stone Ocean.[13]
- Es referenciada en la novela Al sur de la frontera, al oeste del sol, del escritor Haruki Murakami
- La canción fue utilizada en el tráiler de la película de 2014, The Interview.[14]
- También fue utilizada para la serie de televisión de terror posapocalíptica The Walking Dead en el episodio 16 de la décima temporada "A Certain Doom".

## Versión de Tom Jones y the Cardigans

### Antecedentes
El músico galés Tom Jones grabó una versión de «Burning Down the House» con la banda sueca The Cardigans para su álbum de 1999, Reload. La canción fue publicado como el sencillo principal del álbum en septiembre de 1999, y se convirtió en un éxito comercial alrededor de Europa y Australia, alcanzando el puesto #1. El sencillo fue acompañado con versiones en vivo de las canciones «Unbelievable» de EMF y «Come Together» de The Beatles.

### Posicionamiento

#### Gráfica semanal
| Gráficas (1999)                     | Pico de posición |
| ----------------------------------- | ---------------- |
| Australia (ARIA Charts)             | 8                |
| Austria (Ö3 Austria Top 40)         | 21               |
| Bélgica (Flandes) (Ultratop 50)     | 2                |
| Dinamarca (IFPI)                    | 6                |
| Europa (Eurochart Hot 100)          | 15               |
| Finlandia (Suomen virallinen lista) | 10               |
| Francia (SNEP)                      | 21               |
| Alemania (GfK Entertainment)        | 27               |
| Hungría (Mahasz)                    | 5                |
| Islandia (Íslenski listinn)         | 1                |
| Irlanda (Irish Singles Chart)       | 18               |
| Países Bajos (Single Top 100)       | 58               |
| Nueva Zelanda (RIANZ)               | 13               |
| Noruega (VG-lista)                  | 4                |
| Escocia (OCC)                       | 5                |
| Suecia (Sverigetopplistan)          | 2                |
| Suiza (Schweizer Hitparade)         | 31               |
| Reino Unido (UK Singles Chart)      | 7                |
| Reino Unido (UK Indie Chart)        | 2                |

#### Gráfica de fin de año
| Gráficas (1999)            | Pico de posición |
| -------------------------- | ---------------- |
| Australia (ARIA Charts)    | 82               |
| Nueva Zelanda (RIANZ)      | 26               |
| Eupora (Eurochart Hot 100) | 95               |
| Suecia (Sverigetopplistan) | 45               |

### Certificaciones y ventas
| País             | Certificación | Ventas  |
| ---------------- | ------------- | ------- |
| Australia (ARIA) | Oro           | 35,000^ |
| Suecia (GLF)     | Oro           | 15,000^ |